# De kernmonsters
De kernmonsters is het tweehonderdvijftigste stripverhaal uit de reeks van Suske en Wiske. Het is geschreven en getekend door Marc Verhaegen. Het werd gepubliceerd in De Standaard en Het Nieuwsblad van 11 oktober 1999 tot en met 31 januari 2000. De eerste uitgave in de Vierkleurenreeks was op 18 oktober 2000, met albumnummer 266.

## Locaties
- België, Noorwegen, Pømpitøp-booreiland (60ste breedtegraad – driehonderd kilometer uit de kust), Oslo, Bergen met haven en kabelbaan, kust

## Personages
- Suske, Wiske, tante Sidonia, Lambik, Jerom, professor Barabas, luitenant Smøze Brøt, Jens, Carl, visser, Bjørne, Noorse kustwacht, de Grote Krab (Russische kerngeleerde Joeri Omblovski) en zijn volgelingen, Druella en Schaar (gemuteerde krabben)

## Het verhaal
Een groep AH-64 Apaches vliegt rond een booreiland.  De piloten zien dat het verlaten is, er zijn alleen gele vlaggen te zien en dit betekent quarantaine. Professor Barabas verneemt dit via het internet en biedt zijn diensten aan. Lambik heeft per ongeluk een joodtablet van Wiske opgegeten en krijgt van Suske een glaasje water. Professor Barabas komt langs met bloemen en vertelt over het Noorse booreiland, de vrienden willen graag mee om te helpen maar dit is te gevaarlijk. Professor Barabas wordt uitgenodigd in Noorwegen en pakt zijn koffer, zijn vrienden brengen hem naar Bergen waar de professor wordt afgezonderd van zijn vrienden. Een helikopter brengt professor Barabas, in beschermende kleding, naar het platform en de professor begint met zijn onderzoek. Jerom merkt dat ze worden bespioneerd op de luchthaven en professor Barabas blijkt verdwenen te zijn als de helikopter hem komt oppikken. De vrienden gaan naar een hotel en ze merken dat ze opnieuw in de gaten gehouden worden, maar ze merken een zender aan de wagen van roomservice niet op. De vrienden besluiten zich te vermommen als Greenpeace-activisten en lenen de motorboot Söppe in de haven. Ze schilderen een regenboog op de boot en dopen hem de Seafighter, ze varen richting het booreiland maar worden gevolgd door een zwarte motorboot met antennes en satellietschotels. Suske, Wiske en tante Sidonia duiken naar het platform en Lambik en Jerom houden de Noorse kustswacht op, Lambik springt geketend aan een ton het water in. Suske vindt de resultaten van professor Barabas, er is geen besmettelijk virus aan boord van het booreiland. Ze overnachten op het booreiland en lezen dat er wel een verdovende vloeistof die willoos maakt is gevonden door de professor. Wiske ziet 's nachts een enorm monster en wordt geraakt door zijn spuug, tante Sidonia en Suske voorkomen dat het beest Wiske pakt en merken dat ze willos geworden is door de vloeistof. Lambik en Jerom gaan naar het booreiland en ze pikken hun vrienden op met hun boot, de zwarte motorboot voorkomt dat ze gepakt worden door de kustwacht. Er breekt een storm uit en de Seafighter zinkt, de vrienden spoelen aan op een eiland en Wiske komt weer bij haar positieven. De vrienden bouwen een tent en Suske en Wiske verkennen het eiland, ze zien al snel de zwarte motorboot afmeren bij een steiger. Er komen enorme krabben en Suske en Wiske voorkomen met de maskers dat het slijm hen willoos maakt. Tante Sidonia en Lambik worden wel geraakt door het slijm en Jerom vecht met de ijzersterke monsters. Suske verslaat de achtervolgers en bindt hen vast, dan schiet hij met hun wapens op de krabben maar kan niet voorkomen dat Jerom ook wordt geraakt. Suske verstopt zich in een boom en ziet dat Jerom en Lambik door de krabben worden meegenomen, hij gaat naar Wiske die met de suffe Sidonia in een grot verborgen is. De achtervolgers kunnen ontkomen en de grot wordt geblokkeerd door een instorting, zodat de krab de vrienden niks kan doen.
Suske en Wiske smeren zich in met groene kauwgom en doen alsof ze ook verdoofd zijn, ze lopen met de krabben naar Lambik en Jerom en laten een briefje achter bij tante Sidonia in de grot. Dan verschijnt een stalen krab in de zee en er opent een luik, zwaarbewapende mannen en professor Barabas stappen uit het voertuig. Professor Barabas knipoogt naar Suske en Wiske en de vrienden worden in de stalen krab geleid, Suske krijgt stiekem een briefje van de professor. De krabben volgen de stalen krab de zee in en de achtervolgers kunnen hen nu niet achterna en gaan naar tante Sidonia. Suske en Wiske zien dat ze naar een gezonken duikboot gebracht worden en professor Barabas zorgt ervoor dat de kinderen in een aparte cel worden opgesloten. De kinderen zien dat al het personeel onder invloed is en ze besturen de krabben via een televisiescherm, de professor vertelt dat de kinderen niks mogen drinken en vertrekt naar de Grote Krab. De Grote Krab heeft de arbeiders en technici in zijn macht en wil de internationale scheepvaart terroriseren met zijn stalen monsters, met de gestolen goederen wil hij een nieuwe handel beginnen met de wereldwijde maffia. Professor Barabas weigert hem te helpen en wordt in een valluik gelokt. Suske leest op het briefje van professor Barabas dat de vloeistof Flubberon heet en alle mensen op het platform zijn onder invloed van het goedje, maar de professor heeft het verwisselt voor suikerwater en het personeel zal dus vlug normaal worden na een nieuwe dosis. Suske en Wiske kunnen ontsnappen en merken dat ze in een Russische atoomduikboot met tien kernraketten zijn aangekomen, de reactor is nog altijd in dienst. De kinderen snappen dat de krabben door de radioactiviteit zijn gemuteerd en de professor wordt in een kuil met krabben neergelaten. Suske en Wiske kunnen de mannen verslaan en na een douche van de sprinklerinstallatie worden ze weer normaal, ze besluiten de kinderen te helpen en zoeken de Grote Krab. De Grote Krab laat de kernmonsters de atoomonderzeeër binnen en de bemanning komt in het nauw, maar Suske en Wiske laten het schip volstromen met water en de reuzenkrabben worden naar buiten gezogen. Lambik en Jerom komen door het water weer bij hun positieven en Jerom kan de gemuteerde krabben verslaan en redden professor Barabas. De mannen van de zwarte motorboot houden tante Sidonia onder schot en vertellen dat ze van de Noorse geheime dienst zijn, ze zoeken al jaren naar de Russische atoomduikboot die in de jaren tachtig is gezonken. De Russische kerngeleerde Joeri Omblovski bleef aan boord, de rest van de bemanning kon worden gered. Jerom brengt de duikboot naar het strand en technici kunnen de kernreactor nu stilleggen. De Grote Krab wordt gearresteerd en Lambik gooit zeewater over tante Sidonia, zodat zij ook eindelijk weer ontwaakt uit haar verdoving. Professor Barabas vertelt dat de dreiging van kernenergie niet over is zolang de mensen zo goedkoop mogelijke energie willen gebruiken.

## Trivia
- De vrienden noemen hun schip de Seafighter en verven een regenboog op het schip, dit lijken verwijzingen naar de Seawolfklasse (een type atoomonderzeeboot) en de Rainbow Warrior, het schip van Greenpeace.
- De plot van dit verhaal lijkt enigszins op De woeste wespen, waarin gemuteerde sluipwespen een van de bedreigingen voor de hoofdpersonages zijn.